# De Krook

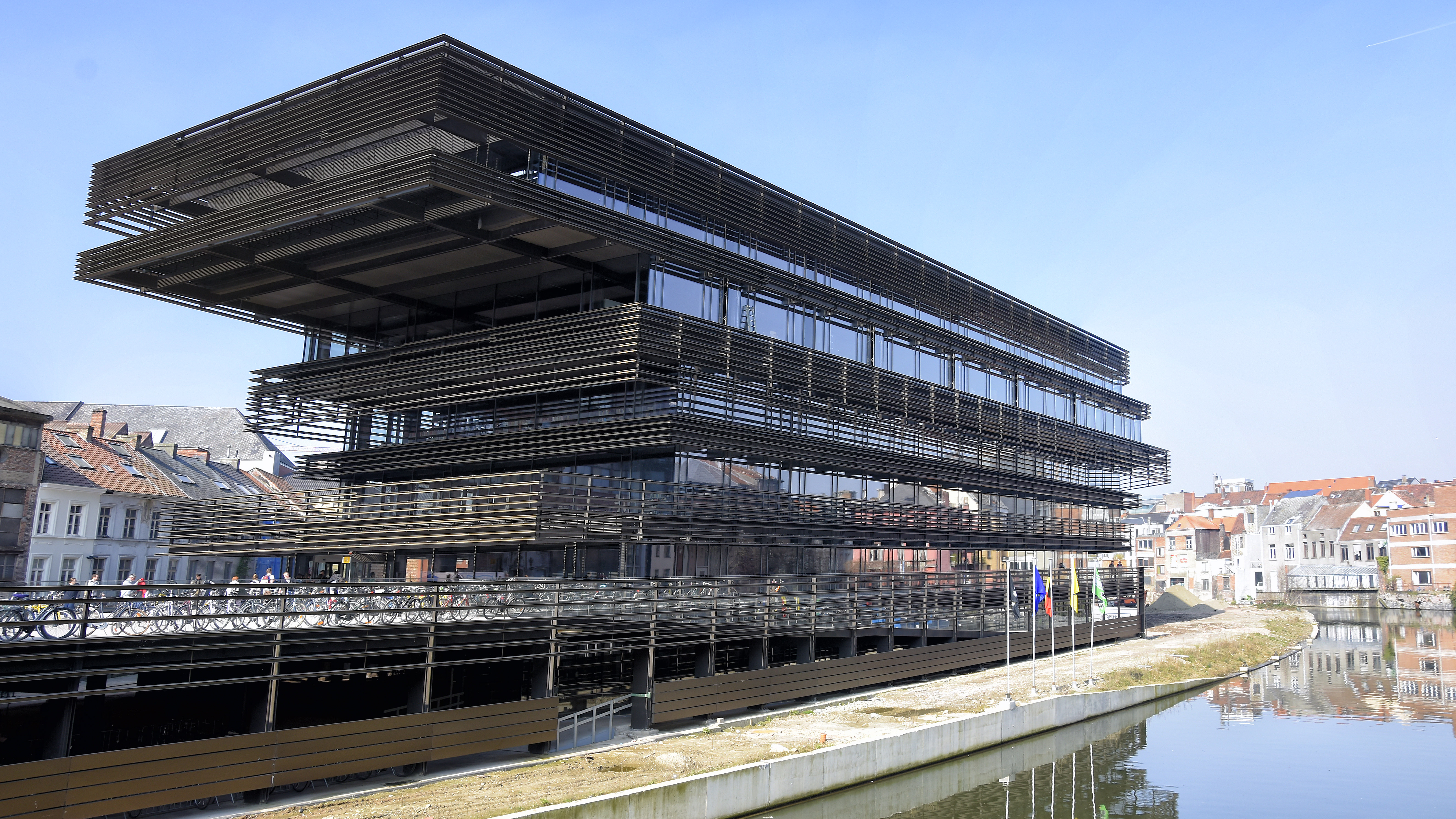
De Krook

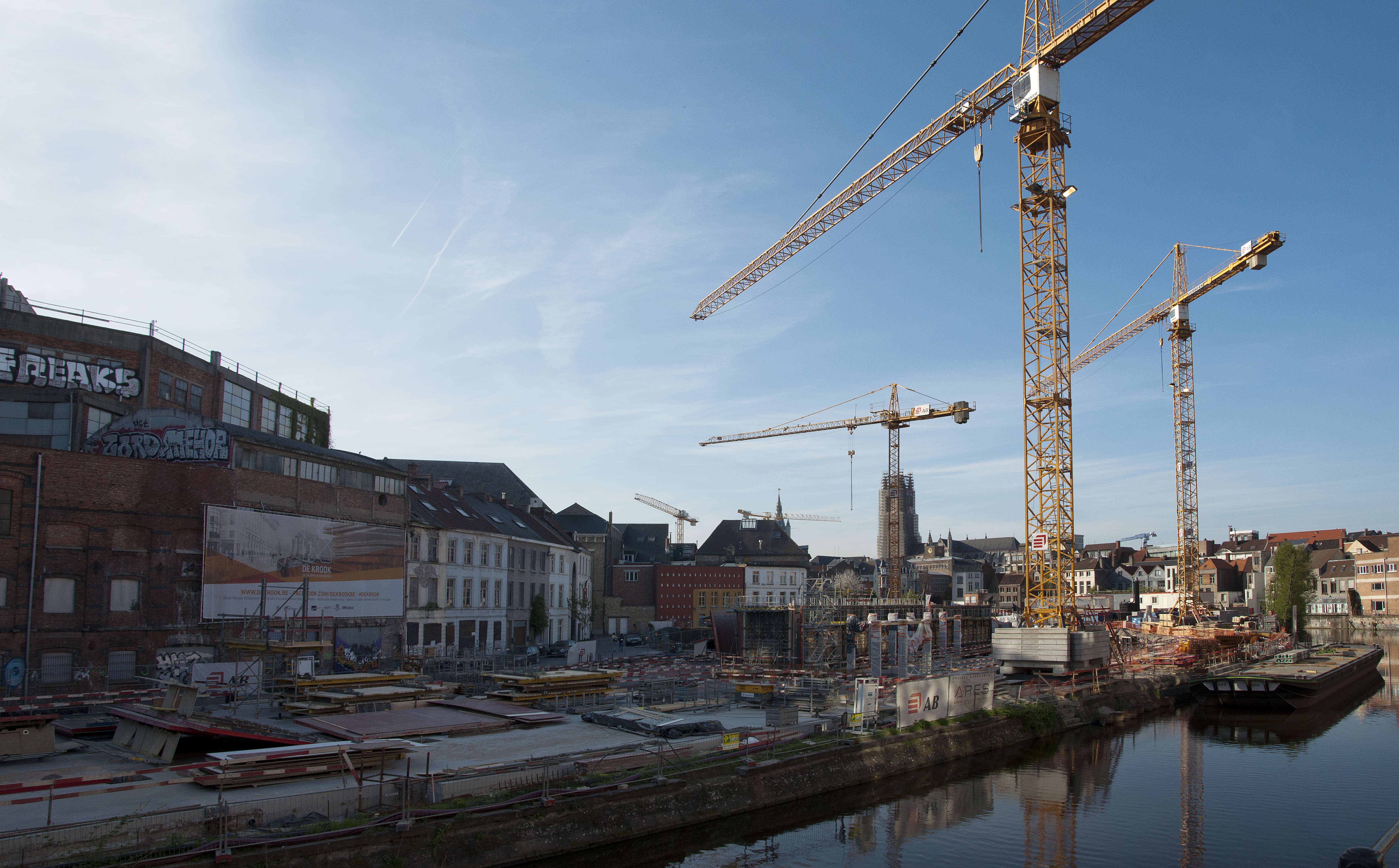
Het bouwterrein in april 2014

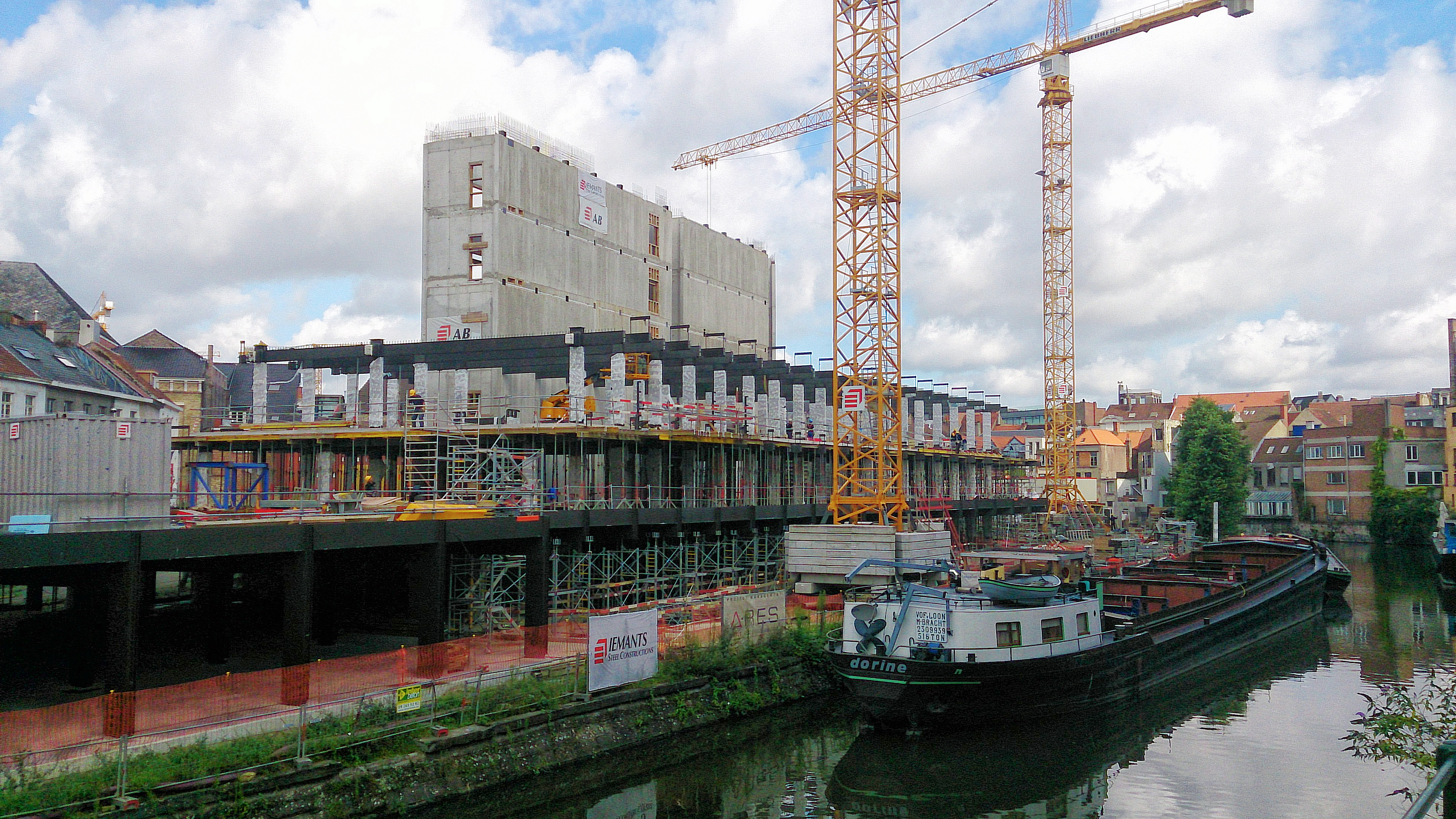
Het bouwterrein in augustus 2014

De Krook is een inspiratieplek voor kennis, cultuur en innovatie in de Belgische stad Gent.
Het gebouw is een initiatief van de stad Gent, de Universiteit Gent en imec. Het huisvest naast de nieuwe stadsbibliotheek, bibliotheek De Krook, ook kantoren en labo's van de Universiteit Gent en imec. Haar naam verwijst naar de bocht ('krook') in de Schelde en de buurt, de Waalse Krook, waar het gebouw werd ingeplant.

## Geschiedenis
De ontwerpwedstrijd voor het nieuwe gebouw lokte 99 inschrijvingen. Aan het einde van de selectieprocedure koos men voor een ontwerp van het Catalaanse architectenbureau RCR Arquitectes in samenwerking met Gents architectenbureau Coussée & Goris. Het nieuwe gebouw is een deel van een stadsvernieuwingsproject dat onder meer ook het voormalige Wintercircus zal renoveren. De site wordt heraangelegd met aandacht voor groen en comfort voor de fietser. De kaaien werden verlaagd en er kwamen aanlegplaatsen voor pleziervaartuigen en taxiboten aan de kant van de bibliotheek. Enkele straten in de omgeving werden ook heraangelegd.
De Krook opende de deuren op 10 maart 2017.
In april 2018 werd het eerste deel van een brug die De Krook met de Brabantdam verbindt gebouwd. Reeds in mei 2016 werd bepaald dat het traject van de oorspronkelijk geplande brug werd gewijzigd naar aanleiding van een mogelijke privacyschending van inwoners van de Sint-Jansvest. In september 2018 trokken verschillende inwoners naar de Raad voor Vergunningsbetwistingen. De Raad vernietigde de bouwvergunning voor het tweede deel van de brug in april 2019. Momenteel kan de brug nog niet in gebruik worden genomen.
In mei 2018 won De Krook de Real Estate Society Award voor Best (Semi-)Public Development.

## Bestemming
Naast haar functie als bibliotheek wil het gebouw een ontmoetingsplaats zijn en de mogelijkheid bieden om nieuwe technologieën te ontdekken (3D-printen en virtuele werkelijkheid), workshops bij te wonen en installaties te bezoeken. De samenwerking met Universiteit Gent en imec zorgt ervoor dat de bezoeker op de hoogte blijft van de laatste ontwikkelingen van de informatietechnologie. Ook Urgent.fm heeft zijn locatie in het gebouw. Aan de achterkant van het gelijkvloers is er een leescafé.
De bibliotheek is toegankelijk via een open plein, het Miriam Makebaplein, genoemd naar de Zuid-Afrikaanse zangeres Miriam Makeba, en via een nieuwe voetgangers- en fietsersbrug over de Muinkschelde, de Albertina Sisulubrug, genoemd naar de eveneens Zuid-Afrikaanse anti-apartheidsstrijdster Albertina Sisulu. Aan de verhuizing van de nabijgelegen voormalige bibliotheek aan het Woodrow Wilsonplein naar de nieuwe locatie hielpen vrijwilligers mee die een ketting vormden. In totaal moest men ongeveer 200.000 werken verhuizen.

## Belastingzaak
In 2019 eiste de Bijzondere Belastinginspectie (BBI) 11 tot 14 miljoen euro aan achterstallige btw en interesten van de vennootschap achter De Krook. Omdat het gebouw niet louter een bibliotheek was, zou het namelijk niet volledig zijn vrijgesteld van btw. Eind december 2019 bereikte De Krook een akkoord met de BBI, waarbij enkele delen een btw-vrijstelling genoten en andere niet. Daarmee zou de finale btw-schuld slechts over een kwart tot een derde van het oorspronkelijke geëiste bedrag gaan.

## Afbeeldingen

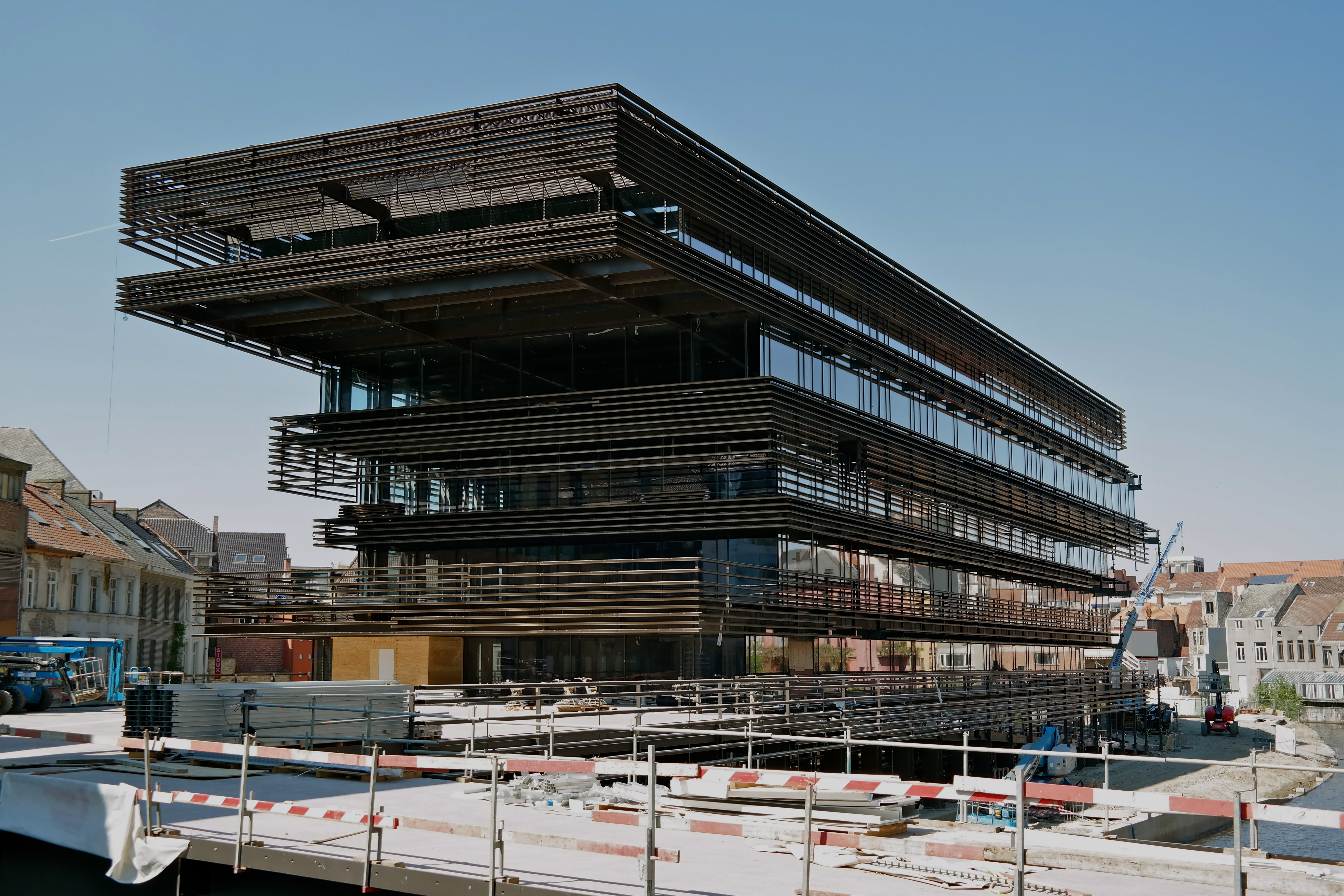
De Krook in 2016 vlak voor oplevering
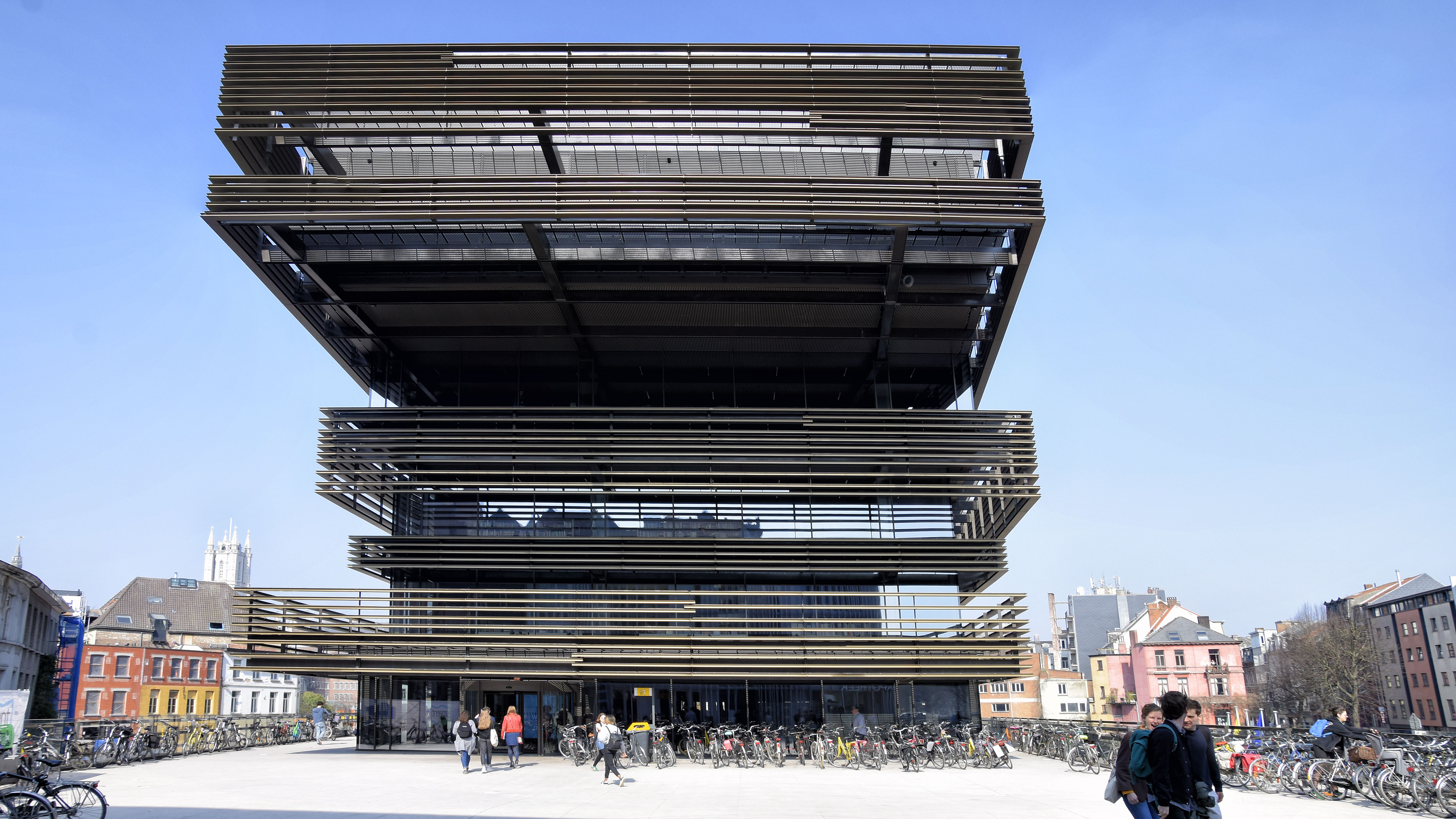
De Krook en het plein bij de toegang
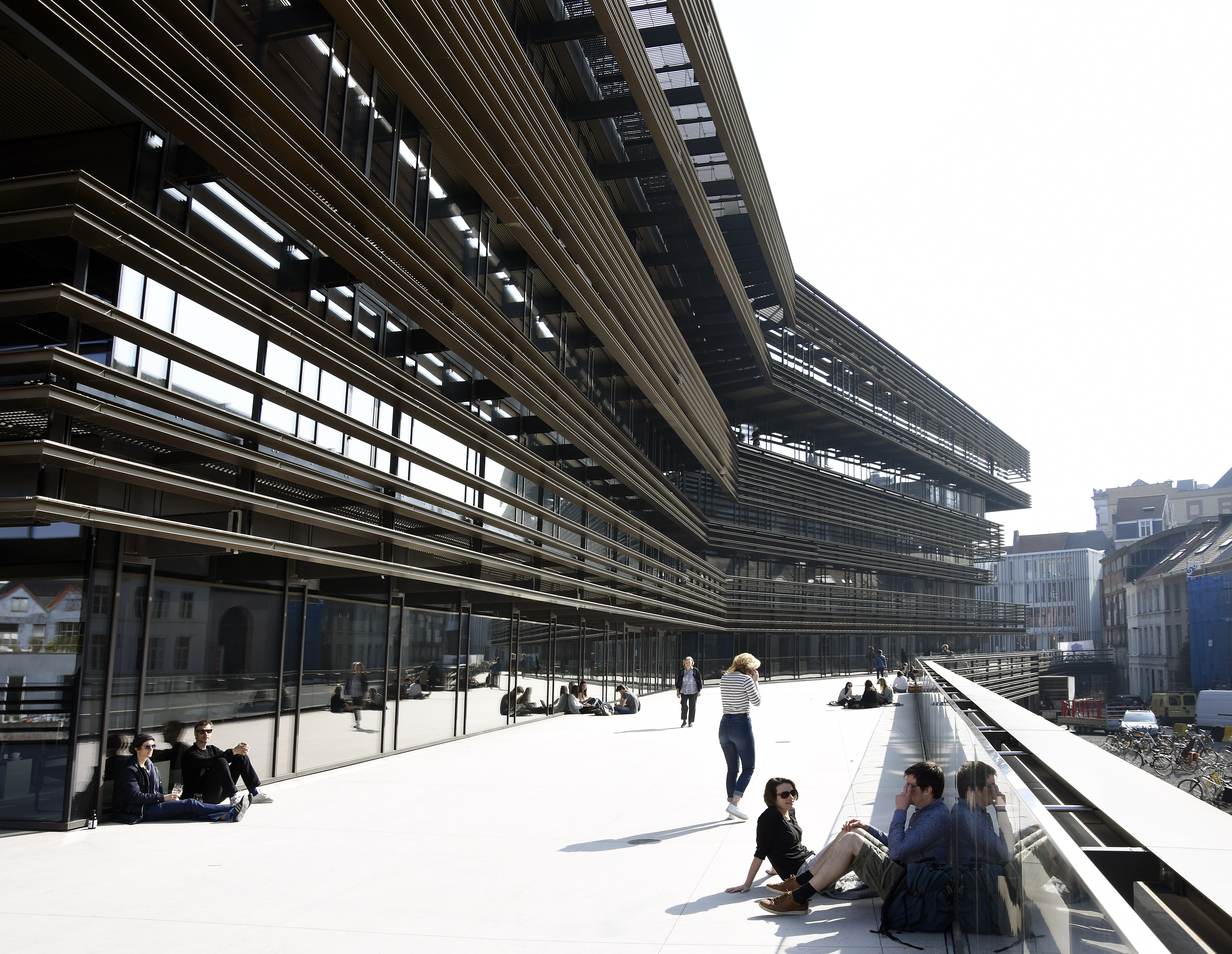
De Krook aan het Miriam Makebaplein
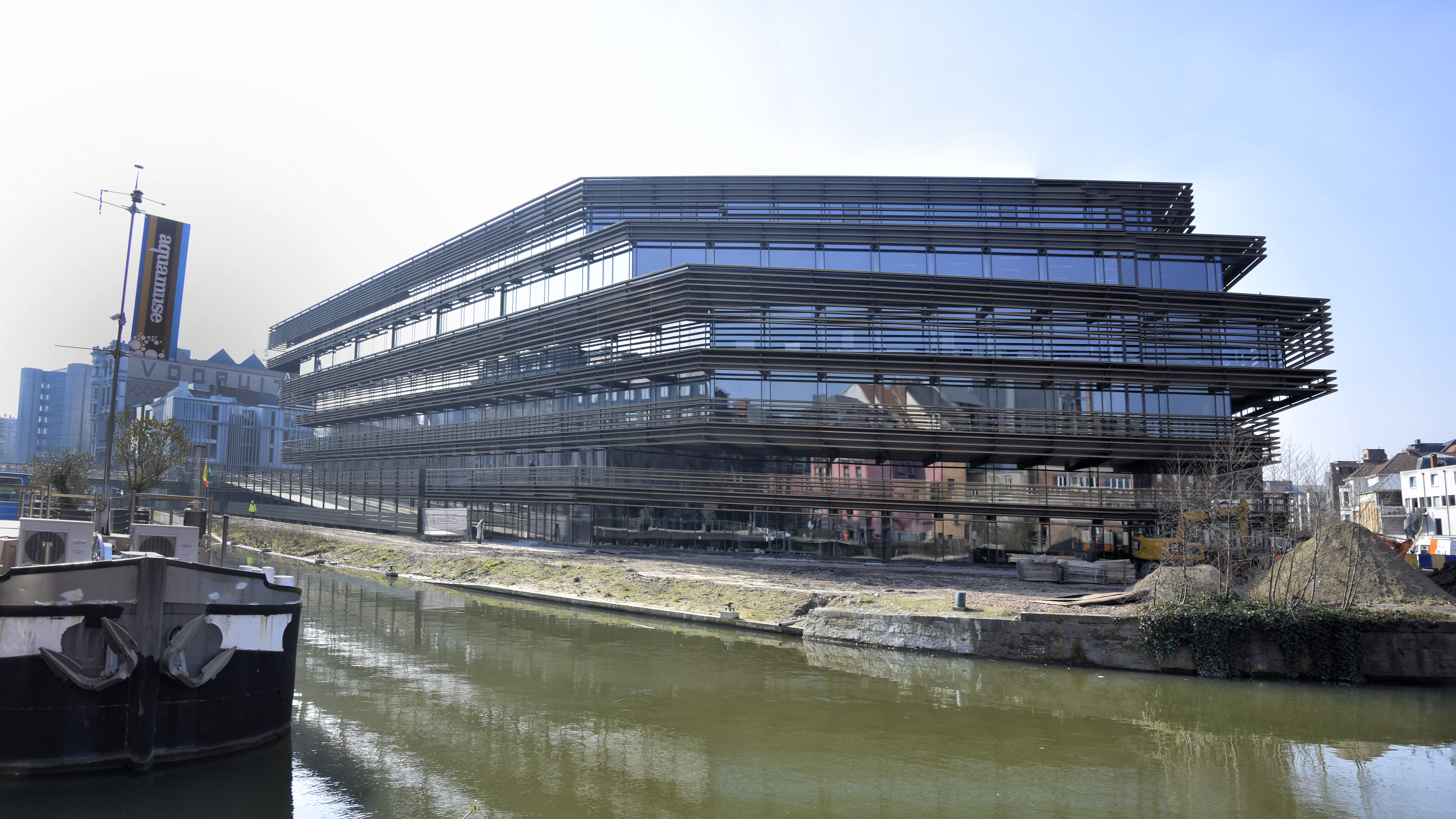
De Krook aan de Muinkschelde
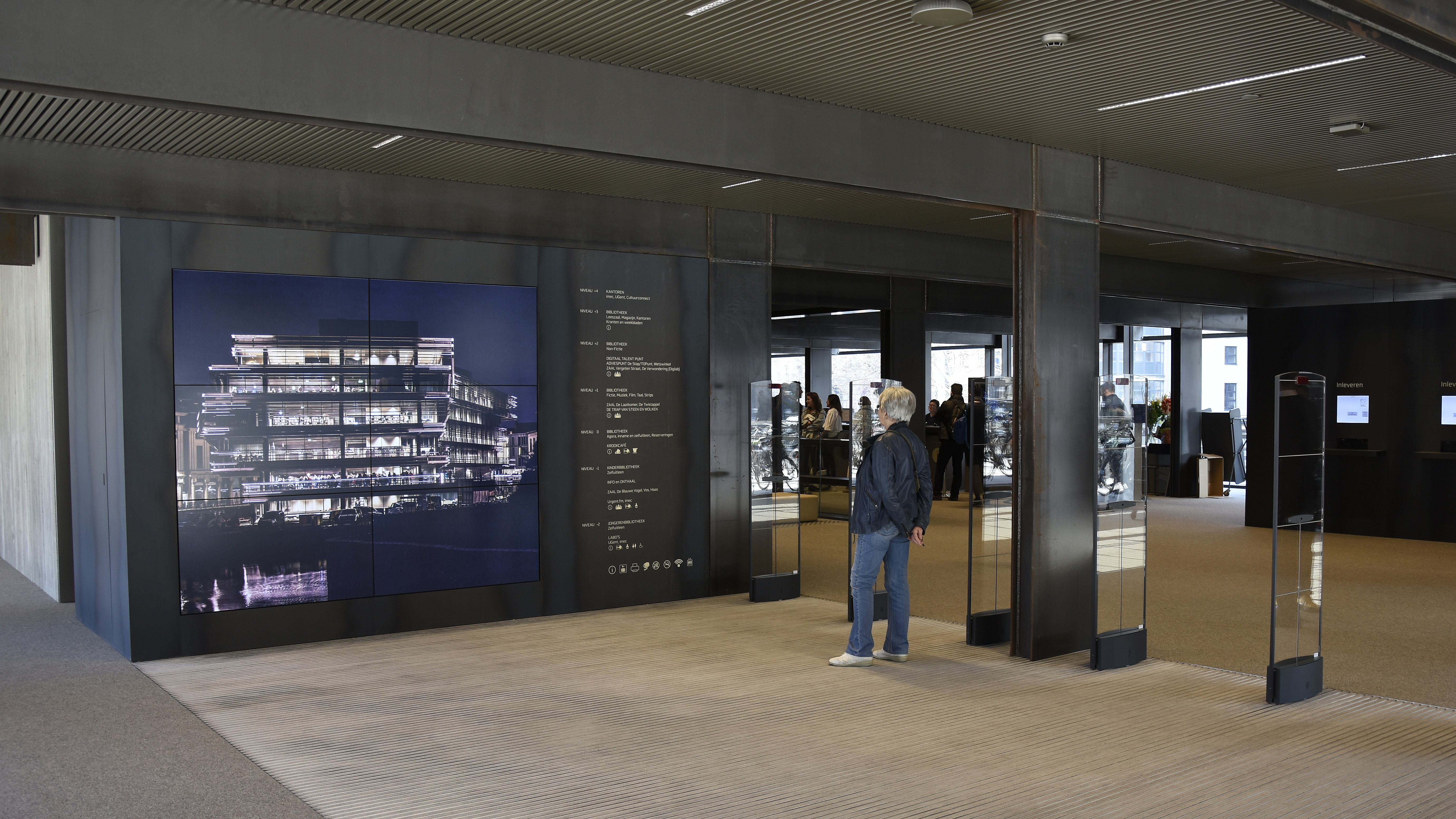
De toegang
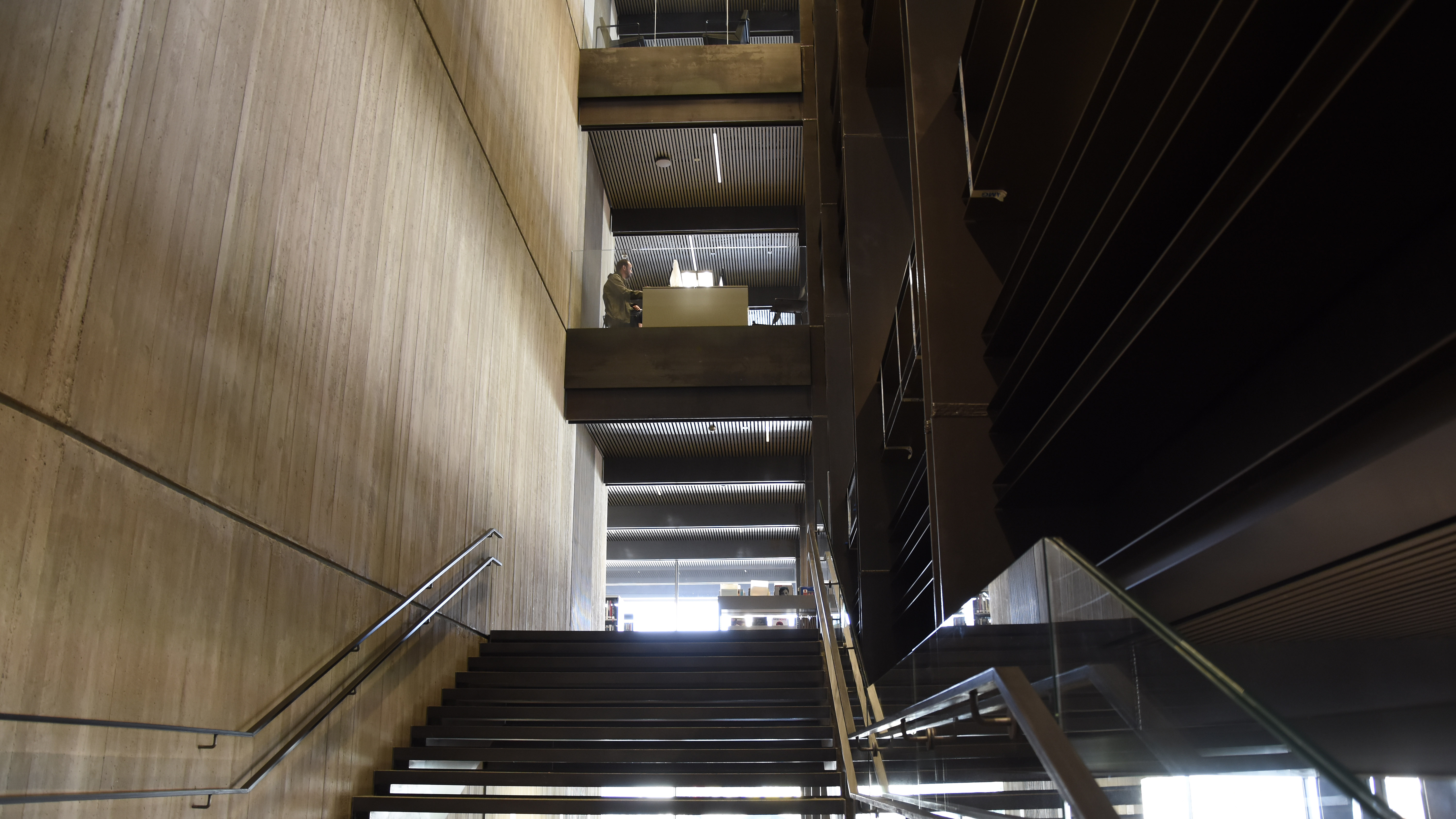
Een trappenhal